# Organist
Organíst ali órglavec je glasbenik, ki igra na orgle. 
Izraz orglavec se običajno uporablja za glasbenike, ki se ukvarjajo s koncertnim igranjem na orgle, medtem ko je izraz organist splošna oznaka za vse glasbenike, ki poklicno igrajo na orgle, še posebej pa za tiste, ki na orgle igrajo pri cerkvenih verskih obredih.